# 斎藤文蔵

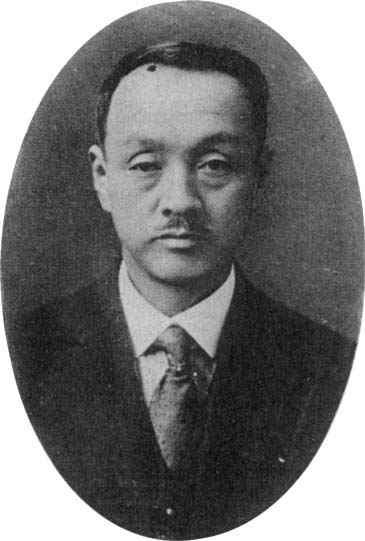
斎藤文蔵

斎藤 文蔵（さいとう ぶんぞう、1886年（明治19年）7月23日 - 1930年（昭和5年）11月6日）は、日本の歴史学者・教育者。

## 経歴
静岡県沼津市出身。第一高等学校を経て、1910年（明治43年）、東京帝国大学文科大学を卒業。維新史料編纂事務局に勤務の後、島津公爵家史料編輯所に勤務した。1922年（大正11年）、山形高等学校教授に就任し、1927年（昭和2年）に東京女子高等師範学校教授・附属高等女学校主事となり、第六臨時教員養成所講師も兼ねた。

## 著作
- 『ビスマルクとドイツ帝国の建設』（冨山房、1914年）
- 『世界偉人逸話選』（良書普及会、1917年） 樹下快淳と共著